# Радчанка
Радча́нка — мала річка в Україні, у Івано-Франківському районі Івано-Франківської області. Права притока Млинівки (басейн Дністра), поживлювач Міського озера Івано-Франківська.

## Опис
Протяжність русла від витоку до гирла становить 14,7 км. Площа водозбору становить — 41,7 км². Похил річки 4,42 м/км.

### Розташування
Радчанка є правою притокою р. Млинівки. Русло проходить в межах Богородчанської, Старобогородчанської, Лисецької, та Івано-Франківської територіальних громад. Найвіддаленіші витоки знаходяться на східних околицях селища Богородчани, неподалік Богородчанського ЛВУМГ (з під пагорба Горохолинського поля). Місце впадання знаходиться на території с. Драгомирчани.
Стік Радчанки формується в основному за рахунок атмосферних опадів та ґрунтових вод. В період інтенсивних опадів чи сніготанення рівень води різко підвищується внаслідок надходження незатриманого стоку з розораних сільськогосподарських територій, які порізані системою меліоративних каналів та входять у водозбірну площу, а також внаслідок швидкого підвищення рівнів ґрунтових вод на заболоченій місцевості в межах лісовкритої площі урочища «Мочари», де проходить водний потік. В посушливі роки річка швидко міліє і пересихає.
Функцію підтримання безперервного водообміну міського озера виконують річки Млинівка та її права притока Радчанка.

### Історія
Історичні дані свідчать, що річка в минулих століттях визначалась як права притока Рудки, притоки Бистриці-Солотвинської — малої річки, що за даними історичних джерел існувала на території с. Крихівці та повністю зникла внаслідок господарської діяльності на даній території.